# Marek Pawlak (ekonomista)
Marek Krzysztof Pawlak (ur. 4 grudnia 1955 w Lublinie) – polski ekonomista, inżynier, dr hab. nauk ekonomicznych, profesor Instytutu Dziennikarstwa i Zarządzania Wydziału Nauk Społecznych Katolickiego Uniwersytetu Lubelskiego Jana Pawła II i Katedry Organizacji Przedsiębiorstwa Wydziału Zarządzania Politechniki Lubelskiej.

## Życiorys
W 1980 ukończył studia na Politechnice Lubelskiej, w latach 1981-2003 pracował na macierzystej uczelni. W 1987 uzyskał na Politechnice Gdańskiej stopień doktora nauk technicznych, 10 kwietnia 1997 otrzymał w Instytucie Organizacji i Zarządzania w Przemyśle „Orgmasz” stopień doktora habilitowanego w zakresie nauk ekonomicznych i zarządzania na podstawie pracy zatytułowanej Systemy ekspertowe w eksploatacji maszyn. Od 2003 pracuje na Katolickim Uniwersytecie Lubelskim, gdzie kieruje powstałą w tym roku Katedrą Zarządzania Przedsiębiorstwem (która funkcjonowała w ramach Instytutu Zarządzania i Marketingu KUL, następnie kolejno w Instytucie Ekonomii i Zarządzania oraz Instytutu Dziennikarstwa i Zarządzania). od 2005 był  prodziekanem Wydziału Nauk Społecznych Katolickiego Uniwersytetu Lubelskiego Jana Pawła II. 25 września 2009 nadano mu tytuł profesora w zakresie nauk ekonomicznych.
Był też zatrudniony na stanowisku profesora Instytutu Dziennikarstwa i Zarządzania Wydziału Nauk Społecznych Katolickiego Uniwersytetu Lubelskiego Jana Pawła II oraz w Katedrze Organizacji Przedsiębiorstwa Wydziału Zarządzania Politechniki Lubelskiej.
Był profesorem zwyczajnym w Szkole Wyższej im. Bogdana Jańskiego w Warszawie.
Odznaczony Złotym Krzyżem Zasługi (2002) i Krzyżem Kawalerskim Orderu Odrodzenia Polski (2022).